# Schärding
Schärding je okresní město okresu Schärding v rakouské v spolkové zemi Horní Rakousko. Žije zde přibližně 5 300 obyvatel.

## Osobnosti
- Michael Denis (1729 – 1800), rakouský entomolog, polyhistor a kněz
- Michael Angerschmid (1974), rakouský fotbalista
- Helmut Oblinger 1973, rakouský vodní slalomář

## Partnerská města
- Grafenau, Bavorsko, Německo, 1976